# 酢酸1-エチル-3-メチルイミダゾリウム
酢酸1-エチル-3-メチルイミダゾリウム（英: 1-Ethyl-3-methylimidazolium acetate、EMIM OAc）は、イオン液体である。

## 特性
酢酸1-エチル-3-メチルイミダゾリウムは、融点が100 °C未満のイオン液体である。酢酸1-エチル-3-メチルイミダゾリウムの場合、融点は-20 °Cなので室温イオン液体である。また、イオン性の構造により、極性溶媒である。

## 調製
酢酸1-エチル-3-メチルイミダゾリウムは、1-エチル-3-メチルイミダゾリウム水酸化物と酢酸との反応後、水を蒸発させることで調製できる。

## 用途
酢酸1-エチル-3-メチルイミダゾリウムは、他の多くのイオン液体と同様に、有機合成において用いられる。また、リグニンやセルロースのようなバイオマスの溶解のために利用することができる。このため、イオン液体中での酵素活性が集中的に研究されている。さらに、酢酸1-エチル-3-メチルイミダゾリウムは、有機触媒として使用することができる。